# 上郷町 (愛知県)
上郷町（かみごうちょう）は、かつて愛知県碧海郡にあった町。現在の豊田市の南部地域である。

## 沿革
- 1906年（明治39年）5月1日 - 畝部村、寿恵野村、枡塚村、上野村、和会村が合併して上郷村となる。
- 1961年（昭和36年）4月1日 - 上郷村が町制施行して上郷町となる。
- 1964年（昭和39年）3月1日 - 上郷町が豊田市に編入合併され消滅。

## 教育

### 中学校
- 上郷町立上郷中学校（現・豊田市立上郷中学校）

### 小学校
- 上郷町立畝部小学校（現・豊田市立畝部小学校）
- 上郷町立寿恵野小学校（現・豊田市立寿恵野小学校）
- 上郷町立高嶺小学校（現・豊田市立高嶺小学校）

現在は旧町域に豊野高等学校があるが、合併当時は未開校。

## 交通

### 鉄道
- 名鉄挙母線
  - 鴛鴨駅（wikidata） - 渡刈駅

名鉄挙母線は岡崎市の岡崎井田駅から大樹寺駅を経て豊田市の上挙母駅までを結んでいた。1962年（昭和37年）に廃止された。
豊田市となった後の1970年（昭和45年）には国鉄岡多線（現在の愛知環状鉄道線）が開業し、北野桝塚駅、三河上郷駅、永覚駅が設置され、1988年（昭和63年）に岡多線の三セク化で愛知環状鉄道線開業と同時に末野原駅が設置された。

### その他公共交通
- 国鉄バス岡多線

### 道路
- 国道248号
旧町域に東名高速道路と伊勢湾岸自動車道が交差する豊田ジャンクションがある[1]。
また、豊田上郷サービスエリア/スマートインターチェンジ[2]も旧町域にある。

## 娯楽
- 上野劇場
昭和30年代の映画黄金期、上郷町には映画館の上野劇場があった。なお、1960年（昭和35年）の豊田市には、挙母劇場、昭和劇場、アート座の3館の映画館があり、高岡町には若林座があった[注 1]。